# Altfriesische Sprache
Die altfriesische Sprache (in älteren Werken auch einfach nur friesische Sprache oder Friesisch) ist der gemeinsame Vorläufer der modernen friesischen Sprachen. Sie ist in Rechtsbüchern und Urkunden aus dem 13. bis 16. Jahrhundert aus dem Gebiet zwischen Weser und IJsselmeer (Zuiderzee) überliefert.
Die altfriesische Sprache hat eine recht altertümliche Form und kann daher auf dieselbe Entwicklungsstufe wie das Altenglische, Altsächsische oder Althochdeutsche gestellt werden, auch wenn sie eher zur selben Zeit wie das Mittelenglische, Mittelniederdeutsche und Mittelhochdeutsche geschrieben wurde.

## Vergleich mit anderen westgermanischen Sprachen
Im Folgenden werden einige altfriesische Wörter mit verwandten Entsprechungen aus anderen westgermanischen Sprachen verglichen.
| (Neuhoch-)Deutsch | Altfriesisch | Altenglisch | Altsächsisch   | Althochdeutsch |
| Fass              | fet          | fæt         | fat            | faz            |
| Mann              | mon          | mann        | mon, man       | man            |
| Monat             | monath       | monaþ       | monath, manuth | manod          |
| Rat               | red          | ræd         | red, rad       | rat            |
| ander             | othar        | oðer        | oðar           | andar          |
| fünf              | fif          | fif         | fif            | fimf           |
| uns               | us           | us          | us             | uns            |
| kund              | kuth         | cuð         | kuð            | kund           |
| Kirche            | tziurke      | ċiriċe      | kirika         | kirihha        |
| legen             | ledza        | leċġan      | leggian        | legen          |
| Ross              | hors         | hors        | hors, hros     | hros           |

### Gemeinsamkeiten mit dem Altenglischen
Das Altfriesische hat mehrere Lautentwicklungen gemeinsam mit dem Altenglischen durchlaufen, während das Altsächsische eine Zwischenstellung zwischen dem Hochdeutschen (einerseits) und dem Altfriesischen und Altenglischen (andererseits) einnimmt.

### Gemeinsamkeiten mit den Altnordischen
Interessanterweise gibt es im Altfriesischen Merkmale, die auch das Nordgermanische hat, aber nicht das Altenglische oder das Altsächsische.
Beispiele:
- Die Pluralendung für männliche Substantive auf -ar: altfriesisch dagar und altnordisch dagar („Tage“), gegenüber altenglisch dagas und altsächsisch dagōs.
- Das Zahlwort „zwei“ mit einer r-Endung: altfriesisch twēr („zwei“) neben twēn, altnordisch tveir, gegenüber altenglisch twēǥen und altsächsisch twēne, twēna
- Der Sprachwissenschaftler Ernst Schwarz zählt auch den Lautwandel von in zu jun zu diesen friesisch-nordgermanischen Parallelen. Zum Beispiel altfriesisch sjunga und altdänisch sjungæ, gegenüber altenglisch singan (neuenglisch to sing).
- Er zählt ebenfalls hierzu die steigenden Diphthonge: altfriesisch sjuka und altnordisch sjúkna („erkranken“, „siechen“) gegenüber altsächsisch siok und althochdeutsch sioh („krank“, „siech“). Im Altsächsischen und Althochdeutschen ist io ein fallender Diphthong, also mit der Betonung auf dem ersten Teil i. Im Altfriesischen und im Altnordischen liegt die Betonung auf dem zweiten Teil des Diphthongs, dem u.

### Gemeinsamkeiten mit südlichen Nachbarsprachen
Das Altfriesische hat auch Gemeinsamkeiten mit anderen westgermanischen Sprachen, die im Altenglischen nicht zu finden sind.
Ein Beispiel hierfür ist der fehlende Rhotazismus.
Der Rhotazismus hier ist der Übergang von s zu r (benannt nach dem griechischen Buchstabennamen Rho, „R“).
Diesen fehlenden Übergang von s zu r gibt es im altfriesischen Wort hasa (althochdeutsch haso, neuhochdeutsch Hase).
Im Altenglischen hingegen lautet dieses Wort hara, im Neuenglischen hare.

## Schreibweise
Die altfriesischen Texte benutzen das lateinische Alphabet ohne zusätzliche Buchstaben.
Für die dentalen Frikative schrieb man th (wie im modernen Englisch). Siehe dazu Stimmhafter dentaler Frikativ und Stimmloser dentaler Frikativ.
Für den u-Vokal und die Konsonanten v und w schrieb man ziemlich regellos u, v und w. Siehe auch U, V und W.
Die Schreibungen für k und c waren ebenfalls ziemlich willkürlich.
Die Laute i und j wurden beide in der Regel als i geschrieben.
Die Länge eines Vokals wird nur in westfriesischen (also jüngeren) altfriesischen Texten angegeben, und zwar durch doppelt geschriebene Vokale, zum Beispiel ee für das lange e.
Zum Teil wurde auch, nach niederländischem Vorbild, oe für langes u geschrieben.
In modernen Ausgaben von altfriesischen Texten wird die Länge eines Vokals mit einem waagerechten Strich oder einem Zirkumflex über dem Graphem angegeben, wie in āge oder âge („Auge“). Siehe auch Editionsrichtlinie.

## Varianten des Altfriesischen

### Älteres und jüngeres Altfriesisch
Innerhalb des Altfriesischen unterscheidet man zwischen einer älteren und einer jüngeren Form des Altfriesischen.
Die Grenze liegt dabei ungefähr bei 1450.
Die Unterschiede zwischen der älteren und der jüngeren Form des Altfriesischen sind mindestens so groß wie zwischen Althochdeutsch und Mittelhochdeutsch.
Der Begriff Altfriesisch für die ältere und die jüngere Sprachform hatte sich bereits eingebürgert, als die jüngere Sprachform noch nicht genügend erforscht war und man die großen Unterschiede zwischen den beiden Sprachformen noch nicht überblicken konnte.
Heute benutzt man die Bezeichnungen auch klassisches Altfriesisch und nachklassisches Altfriesisch.

### Altostfriesisch und Altwestfriesisch
Früher nahm die Forschung an, dass die Unterschiede zwischen den beiden altfriesischen Sprachformen nicht chronologisch (älter gegenüber jünger), sondern Dialektunterschiede (östlich gegenüber westlich) seien. Weil das Friesische als Schriftsprache im Groningerland und in Ostfriesland vom Niederdeutschen verdrängt wurde, gibt es ab 1450 keine altfriesischen Handschriften aus diesen Gegenden mehr. Jüngere Handschriften stammen somit aus dem Gebiet der heutigen niederländischen Provinz Friesland. Das jüngere Altfriesisch wurde daher Altwestfriesisch genannt, das ältere Altfriesisch Altostfriesisch.

## Sprachgebiet

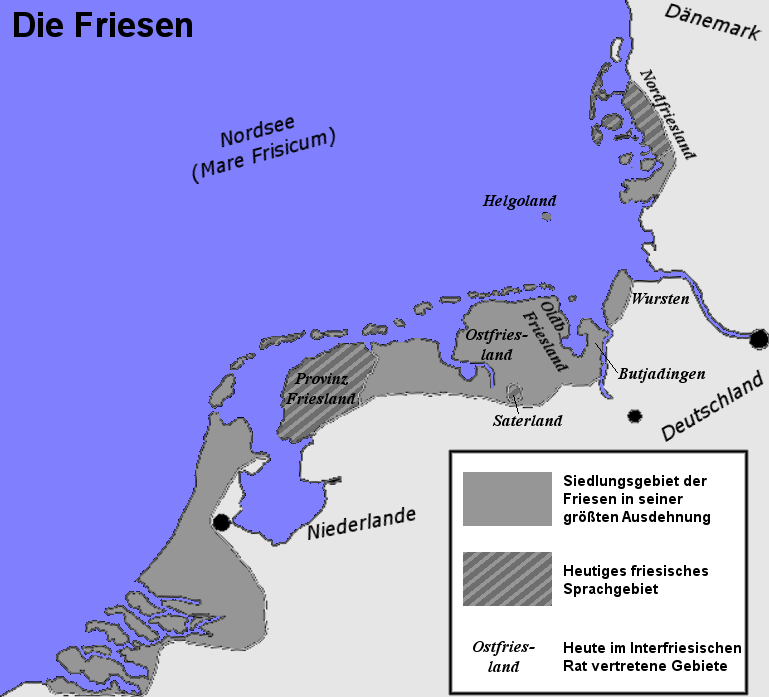
Größte Ausdehnung des friesischen Sprachgebiets im 7. Jahrhundert

Das Friesische wurde im Mittelalter in einem wesentlich größeren Gebiet gesprochen als heute.
Laut Klaas Fokkema gehörten in etwa folgende Gebiete zum mittelalterlichen friesischen Sprachraum:
- ein schmaler Streifen der Küste von Holland zwischen den heutigen Orten Hoek van Holland (bei Rotterdam) und IJmuiden (IJ)
- Noord-Holland nördlich des IJ
- die meisten der west- und ostfriesischen Inseln
- der größte Teil der niederländischen Provinz Friesland
- der nördliche Teil der niederländischen Provinz Groningen, in etwa bis zur Stadt Groningen (Ommelande)
- Ostfriesland nördlich von Leer, das Gebiet um den Jadebusen einschließlich Wilhelmshaven, die Halbinsel Butjadingen mit Nordenham, das Land Wursten (bei Cuxhaven)
- ein kleines Gebiet nordwestlich von Friesoythe (Saterland)
- Eiderstedt und die Küste Nordfrieslands
- die nordfriesischen Inseln Sylt, Amrum, Föhr und die frühere Insel Strand (mit Rungholt)

Nebenstehende Grafik zeigt das friesische Sprachgebiet mit einigen Abweichungen, besonders im Flussdelta von Rhein und Maas, und in Südholland. Die Diskrepanzen ergeben sich aus der Tatsache, dass die Grafik die größte Ausdehnung des friesischen Siedlungsgebietes im 7. Jahrhundert (die Frisia Magna) darstellt, welche durch die Ausbreitung der Frankenherrschaft bald danach wieder reduziert wurde.
Es ist noch nicht einmal klar, ob das Friesische wirklich je im gesamten Raum der Frisia Magna durchgängig als Muttersprache gesprochen wurde; möglicherweise war er in den fraglichen Randgebieten nur oberflächlich von Friesen beherrscht oder vereinzelt von Friesen besiedelt und das Friesische dort allenfalls Verkehrssprache.